# كيني بوريل
كيني بوريل (بالإنجليزية: Kenny Burrell)‏ هو ملحن وعازف قيثارة أمريكي، ولد في 31 يوليو 1931 في ديترويت في الولايات المتحدة.

## وصلات خارجية
- كيني بوريل على موقع ميوزك برينز (الإنجليزية)
- كيني بوريل على موقع أول ميوزيك (الإنجليزية)
- كيني بوريل على موقع ديسكوغز (الإنجليزية)